# Butimanu
Butimanu est une commune du județ de Dâmbovița en Roumanie.